# Попов, Степан Ефимович
Степан Ефимович Попов — (25 декабря 1903 (7) января 1904 года, Горки — 29 мая 2004 года, Москва) — советский военачальник, генерал-лейтенант артиллерии (7.05.1960).

## Биография
Родился 25 декабря 1903 года в деревне Горки Великолукского уезда Псковской губернии. Член КПСС.
С 14 ноября 1925 года — на военной службе, общественной и политической работе. В 1925—1965 гг. — помощник командира взвода, взводный артполка, на командных должностях в артиллерии РККА, участник Великой Отечественной войны, начальник артиллерии 217-й стрелковой дивизии, командующий артиллерией 36-го гвардейского корпуса 11-й гвардейской армии, командир 3-й гвардейской артиллерийской дивизии прорыва РГК, командир 6-й артиллерийской дивизии прорыва ГСВГ, советник по артиллерии в 1-м военном округе Чехословацкой народной армии, командующий артиллерией Приволжского военного округа, начальник факультета Артиллерийской академии имени Калинина.
25 декабря 2003 года в Екатерининском зале Кремля Президент России Владимир Путин вручил С. Е. Попову орден Почёта.

…Позвольте прежде всего выразить глубокую признательность герою Великой Отечественной войны, легендарному военачальнику Степану Ефимовичу Попову. И вручить ему орден Почета. А главное от своего имени, от имени всех присутствующих сердечно поздравить Степана Ефимовича со 100-летним юбилеем. Он отмечает его сегодня, и давайте пожелаем юбиляру доброго здоровья и хорошего настроения, удачи. Степан Ефимович еще во время войны командовал дивизией. Мы Вас поздравляем!…— В. П. Путин
Умер в Москве в 29 мая 2004 года.

## Награды
- орден Жукова;
- орден Почёта (2003);
- орден Ленина (19.11.1951);
- четыре ордена Красного Знамени (30.03.1943[2], 1.09.1943[3], 6.11.1945, 30.12.1956);
- два ордена Суворова II степени (4.07.1944, 31.09.1945);
- Орден Кутузова II степени (19.10.1945);
- два ордена Отечественной войны I степени (29.02.1944, 6.04.1985);
- два ордена Красной Звезды (12.04.1942[4], 03.11.1944);

медали